# Nycteola asiatica
Nycteola asiatica là một loài bướm đêm thuộc họ Nolidae. Nó được tìm thấy ở hầu hết châu Âu và miền đông châu Á.

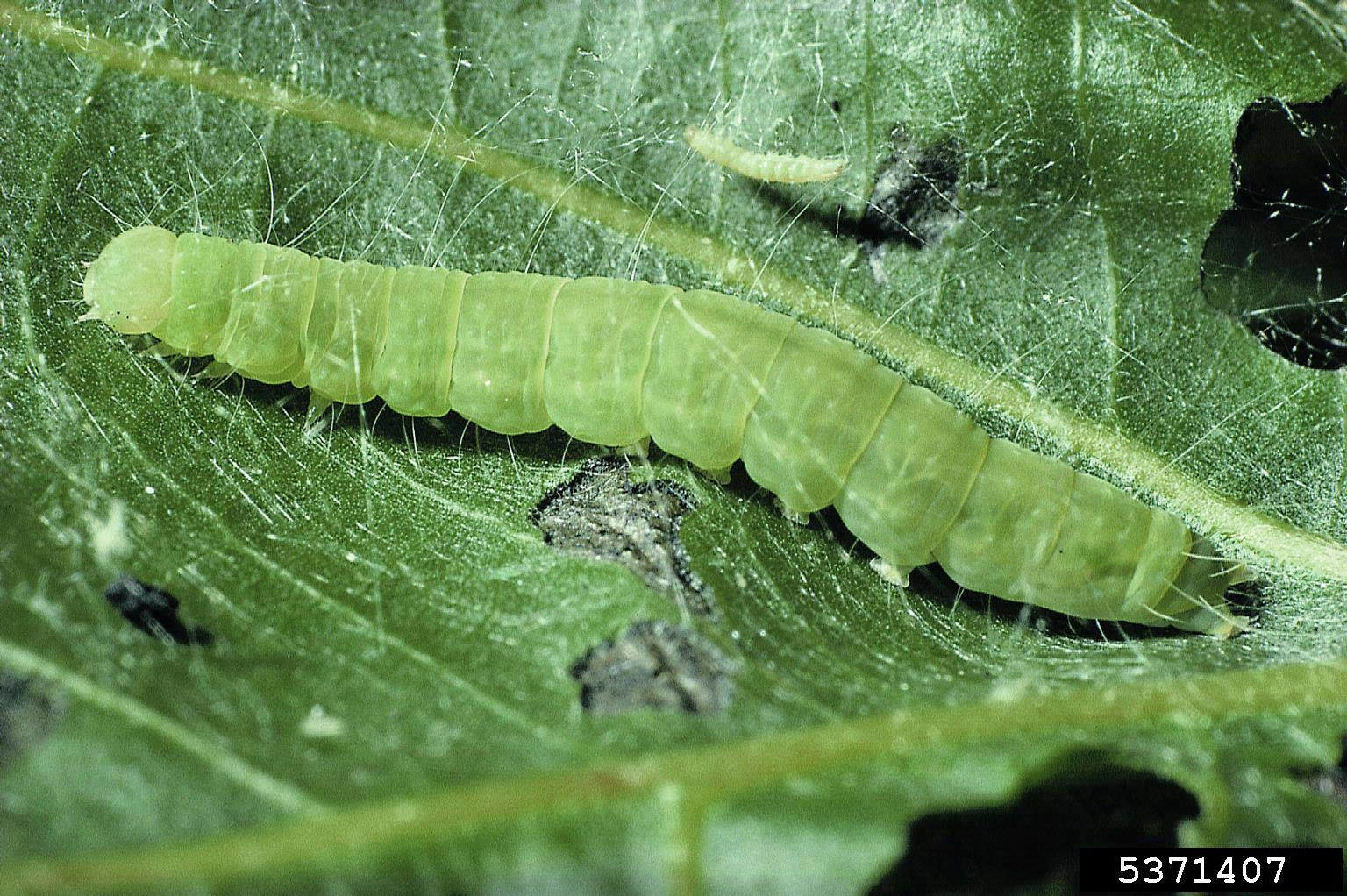
Sâu bướm

Sải cánh dài 22–25 mm. Con trưởng thành bay làm hai đợt from giữa tháng 6 đến tháng 9 và từ tháng 3 đến tháng 4 tùy theo địa điểm.
Ấu trùng ăn các loài Salix và Populus.